# 5-(1,3-二甲基丁基)-5-乙基巴比妥酸
5-(1,3-二甲基丁基)-5-乙基巴比妥酸是一种有机化合物，化学式为C12H20N2O3。它存在对映异构体，异构体的惊厥或抗惊厥作用不同。
它和氢氧化钠的乙醇溶液反应，可以得到相应的钠盐。